# 카와하라 레키
가와하라 레키(川原礫, 1974년 8월 17일 ~ )는 일본의 라이트 노벨 작가이다. 군마현 다카사키시 출신이다.

## 약력
1996년부터 구노리 후미오(九里史生)라는 펜네임으로 자신의 웹 사이트에 온라인 소설을 연재하기 시작한다. 2008년 웹 사이트에 연재를 하고있던 《초절가속 버스트링커》의 제목을 《액셀 월드》로 고쳐 제15회 전격 소설 대상에 응모해 대상에 입상한다. 2009년 2월에 수정을 가해서 문고본을 출판, 같은 해 4월에는 웹 사이트에 연재하며 《소드 아트 온라인》을 출간하였으며 현재 신장이 예고된 상태이다. 하지만 소드 아트 온라인 이외의 두 작품은 현재 한국에선 인기를 끌지 못하는 상황이다.

## 작품 목록
- 절대적 고독자
- 액셀 월드(전격 문고)
- 소드 아트 온라인(전격 문고)